# Trången
Trången är en by i Offerdals socken, Krokoms kommun, Jämtland. Byn ligger norr om Landösjön (Nola sjön) och söder om Viksjön, mellan Rönnöfors och Landön.